# Bandera de Castañeda (Cantabria)
La bandera de Castañeda es uno de los símbolos del municipio español de Castañeda en Cantabria, junto a su escudo. Es de paño rectangular, de proporciones 2:3, de color rojo, con una cruz amarilla de borde a borde de anchura equivalente a 1:5 de la altura del paño. La cruz amarilla simboliza la Colegiata de Santa Cruz de Castañeda. Los cuatro cantos rojos que se forman, representan los cuatro pueblos del municipio: La Cueva, Pomaluengo, Socobio y Villabáñez.
La bandera fue adoptada en sesión plenaria extraordinaria celebrada por el ayuntamiento el día 28 de noviembre de 1995 siendo autorizada por el Consejo de Gobierno de Cantabria el día 16 de mayo de 1997, previo informe favorable emitido por la Real Academia de la Historia el 21 de marzo de 1997.